# Motivated Reasoning
Als Motivated Reasoning (nach Ziva Kunda auch Motivated Cognition) wird die wechselseitige Beeinflussung von Motivation und Kognition bezeichnet. Wird ein bestimmtes Ergebnis präferiert (die Motivation), wird der Denkprozess unbemerkt in die gewünschte Richtung gelenkt. Dies geschieht durch systematische Fehler beim Abrufen, Konstruieren oder Bewerten von Informationen in die gewünschte Richtung. Das Phänomen wird in der Kognitionswissenschaften und der Sozialpsychologie untersucht.
Nach Jason Reifler unterscheidet die Psychologie zwei Ziele: die korrekte Informationsverarbeitung und dasjenige, dabei zu einem bestimmten Ergebnis zu kommen. Es gäbe eine große Zahl wissenschaftlicher Belege, dass motiviertes Denken bei der Konsumierung politischer Informationen angewendet wird, damit das Weltbild nicht ins Wanken gerate. Es wird nach der Information gesucht und diese verarbeitet, die mit der bestehenden Weltanschauung übereinstimmt. Effekte wie der Bestätigungsfehler (confirmation bias) führen dazu, dass unbewusst Information als relevant erachtet wird, die die eigene Ansicht bestätigt.
Auch in der Wahrnehmungspsychologie lässt sich dieser Effekt bestätigen. Dort konnte nachgewiesen werden, dass Hinweise auf kontrollierbare Gefahren die Aufmerksamkeit des Menschen binden, wogegen Hinweise, die unkontrollierbare Gefahren ankündigen, im Wahrnehmungsprozess eher unterbunden werden. Die Wahrnehmungsschwelle für entsprechende Hinweise wird heraufgesetzt oder verringert, je nach individuell eingeschätzter Möglichkeit, auf die Situation Einfluss nehmen zu können.
Motiviertes Denken als „Tendenz, Argumente zu finden, die die Schlussfolgerung begünstigen, an die wir glauben möchten, anstatt Argumente für die Schlussfolgerung zu finden, an die wir nicht glauben möchten“. kann zur Entstehung und zum Festhalten an falschen Annahmen trotz substantieller Gegenbeweise führen. Das bevorzugte Resultat wirkt wie ein Filter, das die Evaluation wissenschaftlicher Nachweise sowie anderer Menschen beeinflusst.